# Judson Melford
Judson Melford (New York, 3 novembre 1900 – Santa Paula, 24 maggio 1978) è stato un attore statunitense, attivo come attore bambino al cinema dal 1910 al 1913 (tra i 10 e i 13 anni d'età).

## Biografia
Judson Calking Le Roy nacque a New York nel 1900, figlio di Louise Marsland e Albert W. Le Roy. Dopo la morte del padre, la madre si risposò con l'attore e regista George Melford, dal quale il bambino prese il cognome. Nel 1910 la famiglia si trasferì in California quando la Kalem Company decise di aprirvi uno studio e di trasferirvi una prima troupe da New York. Tra il 1910 e il 1913, assieme al padre adottivo o sotto la sua direzione, il bambino prese parte con ruoli di rilievo a otto film, che gli diedero ampia notorietà. Judson fu uno dei primi attori bambini a lavorare con continuità nel genere western; il suo ruolo più famoso fu nel western On the Warpath (1911) con George Melford e Alice Joyce. La sua esperienza cinematografica si concluse nel 1913 con una parte in The Mountain Witch, al fianco di Carlyle Blackwell, Francelia Billington, Jane Wolfe e Marin Sais.  
Ripreso il cognome Le Roy nel 1924, dopo il divorzio tra la madre e George Melford, Judson lavorò nella sua vita adulta come tecnico elettricista negli studi della Paramount per oltre trent'anni. Morì in California nel 1978, all'età di 77 anni.

## Riconoscimenti
- Young Hollywood Hall of Fame (1908-1919)

## Filmografia
- The Touch of a Child's Hand (1910)
- Rescued from the Desert (1911)
- Big Hearted Jim (1911)
- On the Warpath, regia di George Melford - cortometraggio (1911)
- The Power of a Hymn, regia di George Melford - cortometraggio (1912)
- The Driver of the Deadwood Coach, regia di George Melford (1912)
- The Two Runaways, regia di George Melford - cortometraggio (1912)
- The Mountain Witch, regia di George Melford - cortometraggio (1913)